# ماشین یادگیری افراطی
 ماشین یادگیری افراطی یا ماشین یادگیری حداکثر (به انگلیسی: Extreme learning machine) یک شبکه عصبی پیشخور است که برای طبقه‌بندی آماری ، تحلیل رگرسیون ، خوشه‌بندی، اسپارس تقریبی ، مقایسه و آموزش ویژگی های یک تک لایه یا چند لایه در گره مخفی می باشد به صورتی که نیازی به پارامترهای گره های پنهان نباشد.این گره های پنهان می توانند به صورت تصادفی تخصیص داده شوند و هرگز بروزرسانی وزن ها برایش صورت نگیرد. در اغلب موارد، وزن خروجی گره های پنهان معمولاً در یک مرحله گنجانده می شود که اساساً به یادگیری یک مدل به صورت خطی می پردازد. نام "ماشین یادگیری افراطی" توسط مخترع اصلی این مدل گوانگ بن هوانگ داده شد.

## دامنه حقیقی
تابع سیگموئید: {\displaystyle G(\mathbf {a} ,b,\mathbf {x} )={\frac {1}{1+\exp(-(\mathbf {a} \cdot \mathbf {x} +b))}}}
تابع فوریه: {\displaystyle G(\mathbf {a} ,b,\mathbf {x} )=\sin(\mathbf {a} \cdot \mathbf {x} +b)}
تابع محدودیت: {\displaystyle G(\mathbf {a} ,b,\mathbf {x} )={\begin{cases}1,&{\text{if }}{\bf {a}}\cdot {\bf {x}}-b\geq 0\\0,&{\text{otherwise}}\end{cases}}}
تابع گوسین: {\displaystyle G(\mathbf {a} ,b,\mathbf {x} )=\exp(-b\|\mathbf {x} -\mathbf {a} \|^{2})}
تابع چند قطعه ای: {\displaystyle G(\mathbf {a} ,b,\mathbf {x} )=(\|\mathbf {x} -\mathbf {a} \|^{2}+b^{2})^{1/2}}
موجک: {\displaystyle G(\mathbf {a} ,b,\mathbf {x} )=\|a\|^{-1/2}\Psi \left({\frac {\mathbf {x} -\mathbf {a} }{b}}\right)} به صورتی که {\displaystyle \Psi }موجک اصلی می باشد.

## دامنه مختلط
توابع مثلثاتی:
{\displaystyle \tan(z)={\frac {e^{iz}-e^{-iz}}{i(e^{iz}+e^{-iz})}}}
{\displaystyle \sin(z)={\frac {e^{iz}-e^{-iz}}{2i}}}
توابع معکوس مثلثاتی:
{\displaystyle \arctan(z)=\int _{0}^{z}{\frac {dt}{1+t^{2}}}}
{\displaystyle \arccos(z)=\int _{0}^{z}{\frac {dt}{(1-t^{2})^{1/2}}}}
توابع هذلولوی:
{\displaystyle \tanh(z)={\frac {e^{z}-e^{-z}}{e^{z}+e^{-z}}}}
{\displaystyle \sinh(z)={\frac {e^{z}-e^{-z}}{2}}}
توابع معکوس هذلولوی:
{\displaystyle {\text{arctanh}}(z)=\int _{0}^{z}{\frac {dt}{1-t^{2}}}}
{\displaystyle {\text{arcsinh}}(z)=\int _{0}^{z}{\frac {dt}{(1+t^{2})^{1/2}}}}

## منبع باز
- کتابخانه متلب
- کتابخانه پایتون[۱]